# Wolfgang Meyer (Musiker)
Wolfgang Meyer (* 13. August 1954 in Crailsheim; † 17. März 2019 in Karlsruhe) war ein deutscher Klarinettist.

## Leben und Wirken
Meyer studierte von 1966 bis 1972 Klarinette bei Otto Hermann an der Staatlichen Hochschule für Musik in Stuttgart und von 1972 bis 1978 an der Musikhochschule Hannover bei Hans Deinzer. Er war Preisträger verschiedener Wettbewerbe „Jugend musiziert“ und des Hochschulwettbewerbs.
1979 erhielt er einen Lehrauftrag an der Hochschule für Musik Karlsruhe und war von 1989 bis 2016 dort Professor. Von 2001 bis 2007 amtierte er zusätzlich als Rektor der Hochschule für Musik Karlsruhe.
Er hielt Meisterkurse in Brasilien, Italien, Japan, Kanada und Finnland. Als Solist setzte sich Wolfgang Meyer insbesondere für zeitgenössische Werke, unter anderem von Tiberiu Olah, Jean Françaix, Péter Eötvös und Edisson Denissow, ein. 
Im kammermusikalischen Bereich arbeitete er bevorzugt mit seiner Schwester Sabine Meyer und Reiner Wehle im Trio di Clarone, dem Zemlinsky-Trio, dem Carmina Quartett und dem Quatuor Mosaïques. 1996 führte eine Zusammenarbeit mit dem Concentus Musicus Wien unter Nikolaus Harnoncourt zu zahlreichen Solokonzerten und einer CD-Produktion des Klarinettenkonzerts von Mozart. Darüber hinaus hat Wolfgang Meyer zahlreiche Schallplattenaufnahmen eingespielt.
Seit 2007 hat er zusammen mit dem deutschen Jazz-Saxophonisten und -Komponisten Peter Lehel insgesamt 6 CD-Produktionen im Jazz- und Crossoverbereich eingespielt.